# Хилдебранд Гурлит
Хилдебранд Гурлит (Дрезден, 15. септембар 1895 – 9. новембар 1956) био је немачки историчар уметности, директор уметничких галерија, а потом и продавац уметнина повезан са нацистима. Kао ратни профитер, oн је током нацистичке ере трговао „дегенерираном уметношћу“ и куповао слике у окупираној Француској од којих су многе украдене од њихових првобитних власника, за Хитлеров планирани Фирермусеум (који никада није изграђен) и за себе. Такође је наследио породичне уметничке радове и од оца и од своје сестре. Након Другог светског рата и процеса денацификације постао је директор Уметничког удружења за Рајну и Вестфалију, све до смрти у саобраћајној несрећи у доби од 61. Његова лична збирка од преко 1500 предмета, укључујући радове уметника као што су Клод Моне, Пјер Огист Реноар, Анри Матис, Ежен Делакроа, Пол Гоген, Анри де Тулуз-Лотрек и многих других, остала је готово непозната све док није 2013. године представљена јавности након одузимања имовине власништва његовог сина, Корнелијуса Гурлита, где је након његове смрти 2014. године у Музеју ликовних уметности Берн у Швајцарској предата.

## Детињство, младост и каријера
Гурлит је рођен у уметничкој породици у Дрездену 1895. године. Његов отац Корнелијус био је архитекта и историчар уметности, његов брат Вилибалд музиколог, његова сестра Корнелија сликарка а његов рођак Волфганг такође је био дилер уметнина. Његова бака Елизабет Гурлит била је Јеврејка, што би се показало проблематичним под нацистичком владавином: према Нирнбершким законима сматран је "једном четвртином Јеврејин". По завршетку школовања показао је интересовање за историју уметности и уписао се да студира овај предмет на Техничкој школи у Дрездену, где је његов отац био канцелар, међутим 1914. године је почео Први светски рат и Хилдебранд и његов старији брат Вилибалд су се добровољно пријавили да служе војску. Хилдебранд је служио и био је рањен и у Соми и у Шампању, а касније је служио као официр у штампарији војске у Виљнусу и Каунасу у Литванији, где је остао до 1919. године. По повратку у разбијену Немачку после демобилизације, био је разочаран свим аспектима рата а политика и заветовао се да ће се посветити само уметности као бекству од политике.
Гурлит је имао блиску везу са сестром Корнелијом (рођеном 1890), која је била сликарка експресионизма и била је у контакту са Шагалом. У Првом светском рату такође је радила као медицинска сестра и убрзо после рата преселила се у Берлин. Недостатак уметничког признања и депресија довели су до њеног самоубиства 1919; Гурлит се побринуо за њена дела, али део њих је уништила њихова мајка после смрти њиховог оца.
По завршетку рата, Гурлит је наставио студије историје уметности, прво у Франкфурту, затим Берлину, а затим 1921. поново у Франкфурту, где су му 1924. доделили докторску тезу о готској архитектури цркве св. Катарине. у Опенхајму. Године 1923. оженио се балерином Хелене Ханке која се обучила под експресионистичком плесачицом Мари Вигман. Касније су имали двоје деце.
Између 1921. и 1924. Гурлит је писао чланке о уметности за новине, а након дипломирања постао је први директор музеја Кониг Алберт у Цвикауу 1925. године. Једна од првих изложби коју је организовао у Цвикауу била је изложба Пехштајна у октобру 1925. Финансијски је то био успех, али створио је пуно непријатељства од локалних конзервативаца.  Колекција његових писама показује да је он лично тада био добро упознат са модерним уметницима и набављао је и излагао радове многих од њих, укључујући Барлаха, Фајнингера, Хофера, Кандинског, Кирхнера, Клеа, Кокошка, Лисицкија, Марка и Мунка. Гурлитов рад су ценили национална штампа и његови вршњаци, али локална штампа је била мање импресионирана. Финансијске потешкоће града и медијске кампање против њега довеле су до његовог разрешења 1930. године.
Након отпуштања, Гурлит се преселио у Хамбург, где је постао кустос и извршни директор Кунстверејна (Ликовно удружење) све док га 1933. године нацисти нису приморали да поднесе оставку.

## Доба нациста
Од средине 1930-их надаље Гурлит је куповао и у неким случајевима, продавао уметничка дела, често купована по ниским ценама, од разних особа, укључујући Јевреје који су били под принудом да плаћају изнуђивање пореза или су на неки други начин ликвидирали имовину како би напустили земљу. С једне стране тврдио је да помаже власницима у њиховој невољи, јер је било мало дилера који су били спремни да предузму такве трансакције, али с друге стране није био против обогаћивања у процесу, као ни пружања сарадње после рата подносиоцима захтева који желе да потраже или добију надокнаду за таква дела која се продају под принудом.
Гурлит је био један од четворице дилера које је Комисија за експлоатацију дегенериране уметности именовала за тржиште одузетих уметничких дела у иностранству. Око 16.000 такозваних "дегенерираних" уметнина је уклоњено из музеја и заплењено широм Немачке. Нека од ових дела изложена су на Изложби дегенериране уметности. Постављена је трговачка соба у палати Schönhausen  изван Берлина. Четворици дилера било је дозвољено да купују комаде и продају их у иностранству, о чему нису увек пријављивали комисији. Гурлитово име појављује се против многих уноса на листи коју је саставило Министарство за пропаганду и коју сада држи Музеј Викторије и Алберта и која садржи детаље о судбини сваког предмета, укључујући и то да ли је размењен, продат или уништен.
Гурлит је користио своју позицију те је продавао и домаћим колекционарима, пре свега Бернхарду Спренгелу чија збирка чини језгро Музеја Спренгел у Хановеру. Године 1936. године Гурлита је у Хамбургу посетио Семјуел Бекет.
Након пада Француске, Херман Геринг именовао је дилере одобрених од стране Reichsleiter Rosenberg Taskforce (огранак Трећег рајха који је руковао уметничким делима и културом), укључујући и Гурлита, да набаве француску уметничку имовину за Хитлеров планирани музеј који је желео да изгради у Линцу; нека су дела такође прошла Герингову личну уметничку колекцију.  Гурлит, који је већ кренуо у куповину путовања у Париз у име Немачких музеја, купио је око 194 дела у Паризу и Холандији између 1943. и 1944. године, не укључујући дела набављена за своју колекцију, од којих је 168 било намењено Музеју. Гурлит је несумњиво искористио своја, тако званично санкционирана, куповинска путовања у Париз, која је у то време била препуна уметничких дела укључујући старе мајсторе, сумњиве провенијенције и укључујући предмете који су сада препознати као опљачкани. На тај начин је постао веома богат човек који се заправо обогатио од новца Рајха намењених за куповину уметничких дела.

## Послератни период
Гурлит је био заробљен са својом женом и двадесет кутија уметнина у селу Ашбах у јуну 1945. Током испитивања након заробљавања, Гурлит и његова супруга рекли су властима Војске Сједињених Држава да је у бомбардовању Дрездена, фебруара 1945., већина његове колекције и његове документација о уметничким трансакцијама уништена. Сто петнаест уметничких дела које су му узеле америчке и немачке власти враћено му је пошто их је уверио да их је законито стекао. Гурлит се успешно представио као жртва нацистичког прогона због јеврејског наслеђа и преговарао је о ослобађању његове имовине. Без обзира да ли су делови његове збирке и евиденције о пословним трансакцијама уништени у Дрездену, како је Гурлит тврдио, додатни делови су очигледно били успешно сакривени у Франконији, Саксонији и Паризу, из којих су враћени после рата.
Од 1947. године Гурлит је наставио трговину уметничким делима и до 1948-49. Преузео је место директора уметничког удружења за Рајну и Вестфалију са седиштем у Диселдорфу. Током наредних пет година приредио је преко 70 изложби водећих савремених уметника и посредовао продајом слика, при чему је барем део зараде одредио Удружењу, а истовремено се приватно бавио и куповао радове за своју колекцију, укључујући и слику Гистава Курбеа Сељанка са козом за коју је платио тада веома велику суму од 480 000 француских франака. Позајмљивао је и радове из своје колекције за неколико путујућих изложби, на пример једна изложба је обухватила 23 дела из Хилдебрандове колекције и обишла Сједињене Државе све до његове преране смрти у старости 61. години у саобраћајној несрећи 1956. Годину дана пре смрти, припремио је предговор са шест страница рукописа за каталог изложбе, који, међутим, никада није штампан; с недостатком једне кључне странице (која покрива његов рад за нацисте) и сада је у архиву у Диселдорфу где служи као додатак већ озбиљно архивираном прегледу његове досадашње каријере и неких аспеката историје његове колекције.

## Углед
Гурлит је генерално успео да се ослободи нацистичке "мрље" после рата и наставио је да гради угледну каријеру у Немачкој као директор уметничког удружења и руководилац изложбе, дилер и колекционар. По његовој смрти, прослављен је у чланцима и говорима немачких новина због свог првенства у модерној уметности и њеним ствараоцима, па је чак и град добио улицу по њему. Други га, проглашавају "Хитлеровим трговцем уметности" и нацистичким сарадником и профитером, без емпатије према јеврејским жртвама нацистичког режима од којих су многа уметничка дела настала, било да су набављена за себе трговао или куповао за своје колекције нацистичких мајстора. Гурлит је сам понудио делимично објашњење да је многа дела "спасио" од уништења, било од стране нациста, савезничким бомбардовањем или конфискацијом, или даљим пљачкањем Совјета након савезничког ослобађања Европе;  Иако у томе постоји елемент истине, други елемент је очигледно био његово лично богаћење, као и обезбеђивање опстанка њега и породице током нацистичке ере и жеља да избегну војну службу. За критичара Џејмса Мекаулија, пишући у часопису "Евен" након гледања две недавне јавне изложбе одабраних дела из збирке, говори да је Гурлит био морално банкротиран и "страшно осредњи трговац уметнинама чији је принцип профит и професионални напредак".

## Колекције
Око 1.500 уметничких дела остало је у поседу Гурлита у време његове смрти, прешавши у имовину његове супруге Хелене, а одатле и њиховом сину Корнелијусу. Хелена је раније продала три слике, укључујући Пикасов Портрет жене са два носа, путем аукцијске куће Кетерер у Штутгарту 1960. године. Касније је Корнелијус слике поново продао преко Кетерера 1972. године. Године 2007. слику Макеа Жена с папагајем, такође из Гурлитове колекције, продата је у Берлину преко аукцијске куће за два милиона евра, продавац је био неименовани немачки колекционар, за који је истраживачица Кетрин Хајки сумњала да је Хилдербраднова ћерка Рената.
Дана 22. септембра 2010. године, немачки цариници на немачко-швајцарској граници установили су да Корнелијус, тада стар 77 година, носи 9.000 евра у готовини, што је објаснио као новац од претходне продаје слике, што је довело до налога за претрес 2011. године у стану у Минхену. Дана 28. фебруара 2012. године службеници Тужилаштва у Аугсбургу открили су 1.406 уметничких дела, највећи део Хилдебрандове оригиналне колекције, са процењеним извештајем вредним (накнадно утврђеним да је велико преувеличан) од милијарду евра (приближно 1,3 милијарде долара), које су затим запленили.
Власти су у почетку забраниле извештавање о рацији која је изашла на видело тек у 2013. години. Након тога, Корнелујусов законски адвокат добио је договор да се збирка врати јер није било доказа да је онс прекршио било који немачки закон, међутим, до његове смрти ништа није враћено. Корнелијус је додатни део збирке открио свом адвокату именованом на суду да би га чувао у својој резиденцији у Салцбургу у Аустрији, где је службено боравио и био регистрован у пореске сврхе; ти предмети су остали у Корнелијусовом власништву с обзиром да немачке власти тамо нису биле надлежне. Корнелијус, очигледно огорчен због третмана који је примио од немачких власти, пренео је целокупну збирку 2014. године у малом музеју у Швајцарској, Музеју ликовних уметности Берн, који је у новембру 2014. пристао да прихвати збирку као и дела сумњивог порекла. Изложбе неких дела из колекције приказане су у новембру 2017.

## Публикације Гурлита
- Baugeschichte der Katharinenkirche in Oppenheim a. Rh. Frankfurt, Phil. Diss., 1924.
- Einführung und Begleittext zum Neudruck nach dem Exemplar in der Preußischen Staatsbibliothek von Peter Paul Rubens, Palazzi di Genova 1622, Berlin 1924. (online)
- Die Stadt Zwickau. Förster & Borries, Zwickau 1926.
- Aus Alt-Sachsen. B. Harz, Berlin 1928.
- Zu Emil Noldes Aquarellen. In: Die Kunst für alle. München 1929, S. 41. (online)
- Die Katharinenkirche in Oppenheim a. Rh. Urban-Verlag, Freiburg i. Br. 1930.
- Museen und Ausstellungen in mittleren Städten. In: Das neue Frankfurt, internationale Monatsschrift für die Probleme kultureller Neugestaltung, Frankfurt 1930, S. 146. (online)
- Neue englische Malerei. In: Die neue Stadt, internationale Monatsschrift für architektonische Planung und städtische Kultur, Frankfurt am Main 1933, S. 186. (online)
- Sammlung Wilhelm Buller. Kunstverein für die Rheinlande und Westfalen, Düsseldorf 1955.
- Richard Gessner. Freunde mainfränkischer Kunst und Geschichte, Würzburg 1955.